# Гевея
Ге́вея, хевея (лат. Hévea) — род вечнозелёных однодомных, каучуконосных деревьев семейства Молочайные (Euphorbiaceae).
Синонимы научного названия рода:
- Caoutchoua J.F.Gmel.
- Micrandra Benn. & R.Br.
- Siphonanthus Schreb. ex Baill.
- Siphonia Rich. ex Schreb.

В род входят 9 видов, растущих в лесах тропической Америки.
Список видов
- Hevea benthamiana Müll.Arg.
- Hevea brasiliensis (Willd. ex A.Juss.) Müll.Arg. — Гевея бразильская
- Hevea camporum Ducke
- Hevea guianensis Aubl.
- Hevea microphylla Ule
- Hevea nitida Mart. ex Müll.Arg.
- Hevea pauciflora (Spruce ex Benth.) Müll.Arg.
- Hevea rigidifolia (Spruce ex Benth.) Müll.Arg.
- Hevea spruceana (Benth.) Müll.Arg.

Наиболее известный вид — Гевея бразильская (Hevea brasiliensis (Willd. ex A.Juss.) Müll.Arg.): основной источник натурального каучука; также из неё делают мебель, которая обладает повышенной прочностью, не гниёт и устойчива к воздействию вредителей. Основные плантации гевеи сейчас находятся в Юго-Восточной Азии, в первую очередь в Малайзии.
Древесина гевеи очень плотная, по структуре сходна с махагоном, практически не впитывает влагу, чем вызывает трудности при склеивании.